# Richard de Oliveira Costa
Richard de Oliveira Costa (1 de marzo de 1991), conocido simplemente como Richard, es un futbolista brasileño que juega en el Ceará como portero.

## Clubes
| Club                      | País   | Año           |
| ------------------------- | ------ | ------------- |
| São Paulo                 | Brasil | 2010-2012     |
| União São João (préstamo) | Brasil | 2010          |
| América-SP (cedido)       | Brasil | 2011          |
| Paulista                  | Brasil | 2012-2013     |
| Río Claro                 | Brasil | 2014-2015     |
| Operario Ferroviário      | Brasil | 2015          |
| Agua Santa                | Brasil | 2016-2017     |
| Paraná (préstamo)         | Brasil | 2017-2017     |
| Ceará                     | Brasil | 2019-presente |

### Campeonatos regionales
| Título                  | Club  | Región   | Año  |
| ----------------------- | ----- | -------- | ---- |
| Copa do Nordeste (1)    | Ceará | Nordeste | 2023 |
| Campeonato Cearense (1) | Ceará | Ceará    | 2024 |